# Literatura faktu
Literatura faktu (neboli non-fiction) je způsob literárního zpracování užívaný při literární tvorbě na zpracování událostí dějinných i současných a vědeckých materiálů.
Do vývoje literatury se hlavně dostala po 2. světové válce,[zdroj?] kdy se měnily estetické normy. Docházelo k vytváření nového hodnotového systému s požadavkem věrnosti faktu a dokumentárnosti.
V širším pojmu se užívá pro širokou škálu literatury nefiktivní, tj. biografické, reportážní, cestopisné, memoárové a deníkové. Autoři užívající tento způsob zpracování svého díla v mnoha případech,[zdroj?] odmítají tradiční beletristické žánry a zdůrazňují dokumentární zprávu, reportáž, která je schopna lépe vyjádřit dynamiku skutečnosti. Anglická Wikipedie do „non-fiction“ řadí i náboženství, v tom smyslu, že věřící daným věcem skutečně věří (nejsou pro ně fiktivní).[zdroj?]
Z českých autorů období Československa je některými zdroji považován za nejproslulejšího Ludvík Souček.

## Deníky
Zaznamenávají převážně vlastní zážitky, nálady a pocity. Nemusí být určeny pro veřejnost nebo jsou psány naopak tak, že se s jejich zveřejněním počítá (deníky z cest). Mohou představovat i zvláštní žánr, kde spisovatel píše fiktivní deník jistého hrdiny.
Deník je literární dílo, koncipované jako série fiktivních nebo skutečných, zpravidla datovaných záznamů, pořizovaných průběžně v kratších časových intervalech (často v intervalu jednoho dne, odtud název).
Deník je velmi starým literárním žánrem, v Evropě deníková metoda zápisků zažívá velký rozmach v období renesance,[zdroj?] byl pěstován v asijských zemích (Čína, Japonsko, Arábie), byl pěstován už ve středověku, častými autory deníků byli šlechtici a jiné významné osobnosti, jejich deníky byly často (zpravidla posmrtně) vydávány jako literární dílo nebo jako historický dokument.
Psaní deníků je aspoň u některých osob v určité části života velmi rozšířené, ne všechny jsou zveřejněny (velká část není ke zveřejnění ani určena, takové jsou často psány tajným písmem nebo pomocí šifry).

### Příklady významných deníků
Např. deník Samuela Pepyse (1633–1703) deník nebyl určen veřejnosti, autor v něm líčil významné události své doby (Londýnský mor 1665 a velký požár Londýna). Dále také uváděl ryze osobní informace.
Jako příklad deníku 18. století může sloužit Goetheho Italská cesta. Deník začal psát v Čechách, 3. září 1786 opustil podle deníku Karlovy Vary.
Záznamy většinou popisují autorův osobní a duševní život, často citáty, nápady nebo úvahy (v tomto směru vynikají deníky spisovatelů, např. Cesare Paveseho nebo Franze Kafky).
Mnoho deníků vzniklo za druhé světové války. Od června 1942 do srpna 1944 si vedla deník mladá židovka Anne Franková, skrývající se se svou rodinou před nacisty. Později byl její deník vydán otcem, který jediný válku přežil.
Deníky Jiřího Ortena byly nazvané podle barev desek – Modrá, žíhaná a červená kniha. Poslední zápisy jsou z doby těsně před jeho smrtí 29. srpna 1941. S deníky hovoří jako s milovanou osobou.
Deníky Ortena, Kafky a Máchy obsahují i poznámky o četbě jiných autorů, líčení snů či dopisy.
Formou fiktivního deníku jedné z postav jsou často psána i jiná literární díla, například romány (např. Helen Fieldingová – Deník Bridget Jonesové). Toto pojetí románu zvyšuje autentičnost a osobní charakter sdělení.
V české literatuře jsou známé deníky Karla Hynka Máchy s erotickými prvky (1835), nebo básnické deníky Jiřího Koláře.
Dvacáté století přineslo některé nové prvky – např. existenciální úzkost či větší otevřenost v sexuální oblasti.
Deníkové zápisy si vedli Albert Camus, Virginia Woolfová, Romain Rolland.

## Memoáry
Memoáry, česky paměti (fr. – la mémoire – „paměť“) zaznamenávají vzpomínky na dobu, v níž autor žil a na lidi, s nimiž se setkal. Tímto pojmem označujeme paměti, vzpomínky a literární životopisy. Vycházejí také ze subjektivních zkušeností, zachycují skutečné historické děje i postavy. Vypravěčem a často i hlavním hrdinou bývá sám autor. Paměti píší většinou významné osobnosti, např. uměleckého, kulturního nebo politického života.
Paměti vznikaly již v antice:
- Caesar – Zápisky o válce galské.

Memoáry psali například generál Montgomery či Winston Churchill.
Příklady českých memoárů:
- Jan Zábrana Celý život – záznamy z let 1948–1984 píše o svém životě a osobních zkušenostech.
- Jakub Deml – prozaik a katolický kněz – Šlépěje
- Bedřich Fučík – Čtrnáctero zastavení
- Šimon Wels – U Bernátů – (1993) svědectví o detailech ze života židovské pospolitosti české společnosti 2. poloviny 19. století.
- Pavel Kohout – Kde je zakopán pes – označeno jako memoáromán – naznak toho, že autobiografické prvky obsahuje do jisté míry každý román.
- Vladimír Vondráček – Lékař vzpomíná – vzpomínky psychiatra.

Fiktivní (smyšlený) memoár je smyšlená vzpomínka, někdy jen vzdáleně připomínající opravdový memoár. Příklady českých autorů fiktivních memoárů:
- Josef Svátek – Paměti katovské rodiny Mydlářů v Praze.
- Václav Erben – Paměti českého krále Jiřího z Poděbrad.

## Dopisy
Dopisy jsou někdy také součástí umělecké literatury. Soukromé dopisy významných lidí bývají vydávány po jejich smrti jako osobité dokumenty.
Dopisy se psaly již v antice – Ovidius – Listy Heroin – fiktivní dopisy mytických žen vzdáleným milencům či manželům.
- Ciceron – 104 – 43 př. n. l. Římský politik a spisovatel – korespondence podávající informace o poměrech v římské republice.
- Jan Hus – Listy psané z vězení (Kostnice) – poslání adresovaná jednotlivcům, univerzitě i celému národu představovalo nový druh – dopis jako promluva či prostředek působící na čtenáře a posluchače.
- Jan Amos Komenský – 17. století – fiktivní dopisy Listové do nebe.

Zvláštní literární hodnotu má milostná korespondence – Odkrývá vztahy mezi mužem a ženou (nebo mužem a mužem, či ženou a ženou) a působí na čtenáře velice emotivně. Vyskytuje se obzvláště v 19. století a jsou vydávány knižně:
- Božena Němcová – písemný styk s manželem Josefem Němcem a s dalšími osobnostmi tehdejší doby
- Vítězslav Hálek – dopisy doktorce Horáčkové – odráží Hálkův vývoj vztahu, ale i literární vývoj
- Dálší soubory dopisů zanechali např. spisovatelé Jan Neruda, Vrchlický, Šrámek, bratři Čapkové, Nezval, Hlaváček, Ota Pavel.

Vydány byly i dopisy Franze Kafky adresované Maxu Brodovi, Mileně Jesenské a jiným, dále dopisy Václava Havla – Dopisy Olze.

### Román v dopisech
Román v dopisech (někdy také epistolární román, briefroman) je literární útvar, který je tvořen fiktivními dopisy mezi dvěma nebo více osobami.
Veškerý děj je v románu v dopisech popisován účastníky korespondence. Čtenář tak získává pocit, že nahlíží do soukromé korespondence. Použitím této formy se autor snaží docílit dojmu větší opravdovosti a realismu a zároveň poskytnout čtenáři více úhlů pohledu, na rozdíl od klasického románu s vševědoucím vypravěčem. Román v dopisech bývá často doplňován o deníkové záznamy nebo novinové zprávy. Tato literární forma zažila největší rozkvět v období osvícenství v 18. století.
Román v dopisech jako literární forma vznikl nejdříve nejspíš z publikovaných dopisů slavných osobností. Ve třináctém století byly v Evropě populární dopisy filosofa Pierre Abélarda a jeho milované Heloisy, které popisovaly jejich tragickou lásku. Tyto dopisy byly vloženy do Románu o růži (1230).
V době osvícenství se proslavily romány v dopisech Angličanů Samuela Richardsona Pamela aneb Odměněná ctnost (1740) a Clarissa aneb Příběh mladé dámy (1749). Ve Francii Charles Louis Montesquieu Perské listy (1721), Rousseauova Julie aneb Nová Heloisa (1761). Románem v dopisech je kniha Nebezpečné známosti (1782) Choderlose de Laclos, také díky filmovému zpracování Miloše Formana (Valmont). Známý je také Drákula od irského autora Brama Stokera. V Německu patří mezi klasická díla román v dopisech Utrpení mladého Werthera (1774) od Johanna Wolfganga Goetheho. Na konci 18. století tato literární forma pomalu ustoupila a začala být více používána až v literatuře 20. století.

## Autobiografie a biografie
Autobiografie (z řeckého auton „vlastní“, bios „život“ a graphein „psát“) je epický literární žánr spočívající v autorově vylíčení vlastního života, popřípadě některých jeho úseků. Termín pochází z pozdního 18. století, ale forma je mnohem starší. Zatímco životopisci se obvykle opírají o širokou sbírku dokumentů a hledisek, autobiografie může být založena pouze na vlastní paměti pisatele.
Příklady:
- Svatý Augustin – Confessiones – Vyznání popisuje svou životní cestu od pohanství ke křesťanství.
- Karel IV. – autobiografie Vita Caroli – líčí své mládí.
- Ingmar Bergman – Laterna magika – nejvydávanější román ve Švédsku.

Biografie (z řeckého bios – „život“ a grafein – „psát“) je umělecký (literatura, film) žánr založený na popisu života nějaké většinou známé osobnosti (umělec, politik, sportovec…). Správná biografie by měla komplexně a nezaujatě popisovat život dané osoby v souvislostech. Je to tedy více než jen seznam dat a skutků.
Biografie je životopis dané osoby napsaný někým jiným, který musí jeho život popisovat neutrálně. Tedy ani kladně, ani záporně. Pokud je autorem biografie sám autor, jedná se o autobiografii.

Příklady:
Životopis slavných Řeků a Římanů – Plútarchos.
Životy Konstantina a Metoděje.
Jako autoři prosluli zejména André Maurois, Irwing Shaw, Karel Schulz (Kámen a bolest – román o Michelangelovi). František Kožík – romány o slavných osobnostech české kultury.

## Cestopis
Cestopis je prozaický literární žánr, který lze podle jeho funkce zařadit jednak do literatury dokumentární (publicistické), jednak do literatury umělecké (zábavné).
Obsahem cestopisu je popis autorovy cesty do cizích zemí a krajin se záznamem jejich geografických, národopisných, kulturních, sociálních a jiných zvláštností. Dokumentárně hodnotné cestopisy vznikaly již ve starověku (Pausaniás, Strabón) a středověku (Marco Polo (Milion), Ibn Batuta). V české literatuře byla nejslavnější díla vytvořena v době humanismu a renesance (Jan Hasištejnský z Lobkovic, Kryštof Harant z Polžic a Bezdružic, Václav Vratislav z Mitrovic), v 19. století (Emil Holub) a ve 20. století (Alois Musil, Jiří Hanzelka a Miroslav Zikmund).
Cestopis jako žánr umělecké literatury je rovněž možno najít již ve starověku (Lúkianos) a středověku (Mandevillův cestopis). Tato vymyšlená, fantaskní a většinou i satirická díla tzv. podivuhodných cest, která navázala na klasickou cestopisnou literaturu, se rozvíjela zejména v období renesance (Cyrano de Bergerac) a v 18. století (Jonathan Swift (Gulliverovy cesty), Gottfried August Bürger). V období preromantismu vznikl intelektuální cestopis (Laurence Sterne), který v Československu později rozvíjel například Karel Čapek.